# Harp guitar

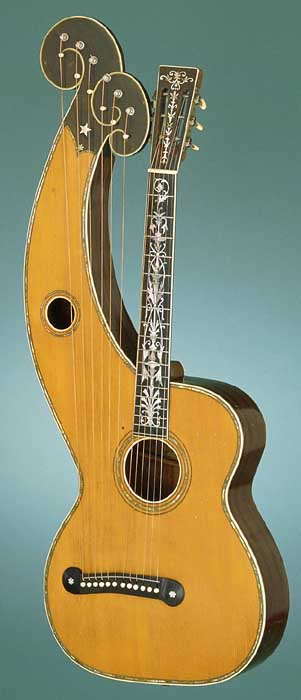
Exemplar de uma Harp-guitar construída cerca de 1915

Harp guitar, ou Harp-guitar,  é um instrumentos de cordas dedilhada híbrido que mescla um corpo de violão com um ou mais braços sobressalentes, em que estes apresentam características sonoras similares às de uma Harpa.
As Harp-guitars ganharam notoriedade após serem tocadas pelos compositores e guitarristas alemães Adam Darr (1811–1866) e Eduard Bayer (1822–1908) e eplo virtuoso italiano Pasquale Taraffo (1887–1937).

## Harp-guitar Elétrica

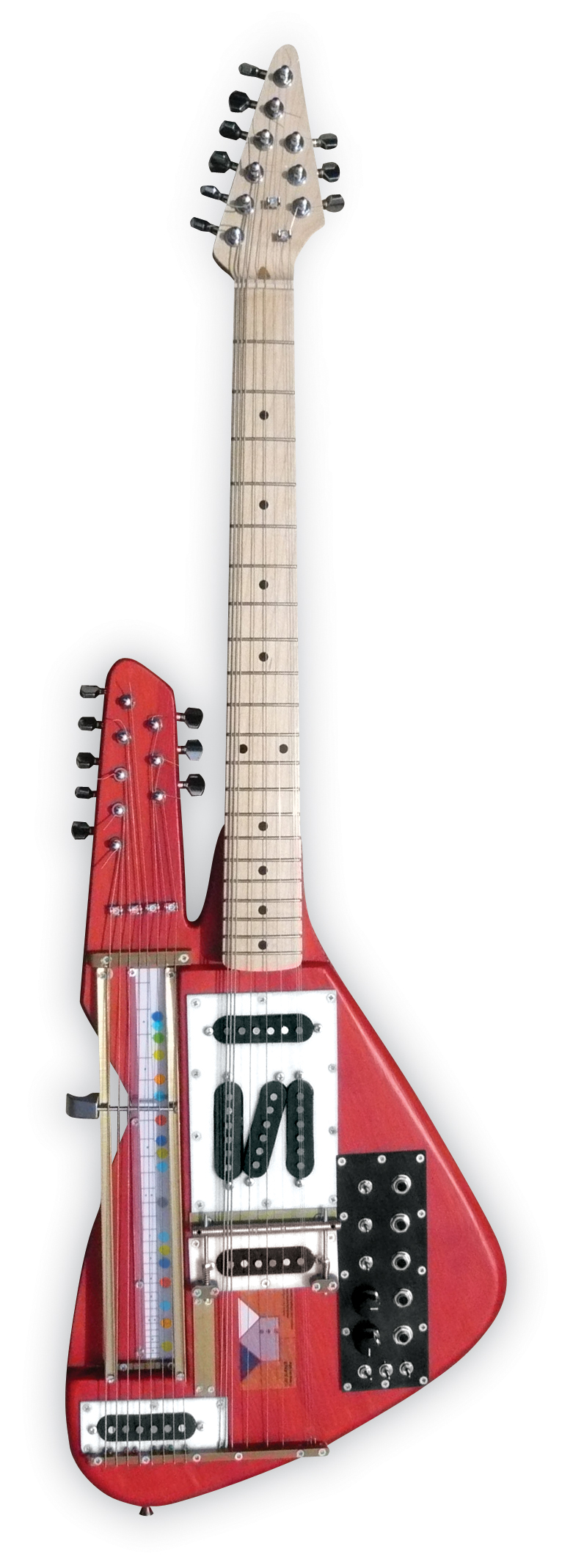
Harp-guitar Elétrica usada por Finn Andrews, do The Veils.

Enquanto a maioria das Harp-guitar são acústicas, existe também sua versão elétrica. Artistas notáveis que tocam Harp-guitars Elétricas são Tim Donahue e Michael Hedges. A banda sonora japonesa Solmania construiu suas próprias Harp-guitars Elétricas. Yuri Landman construiu uma guitarra de harpa elétrica de 17 cordas para Finn Andrews, do The Veils.

## Galeria

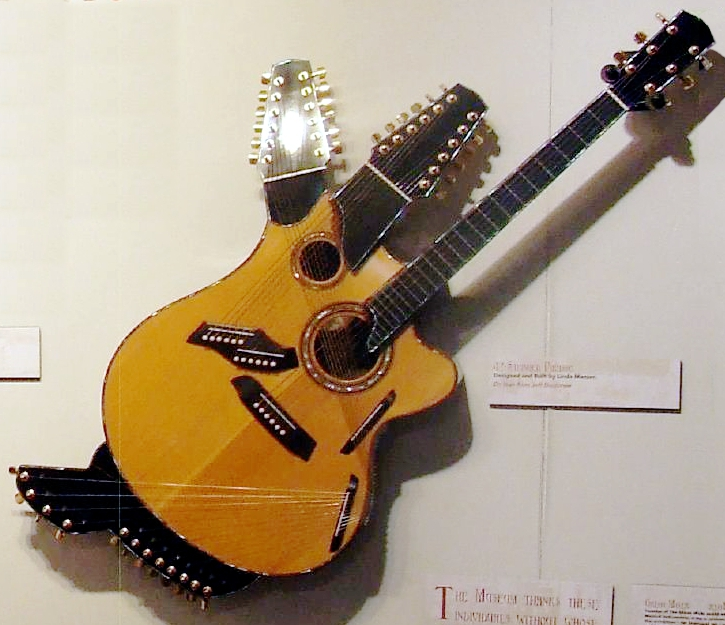
Pat Metheny's 42-string Picasso Harp-guitar
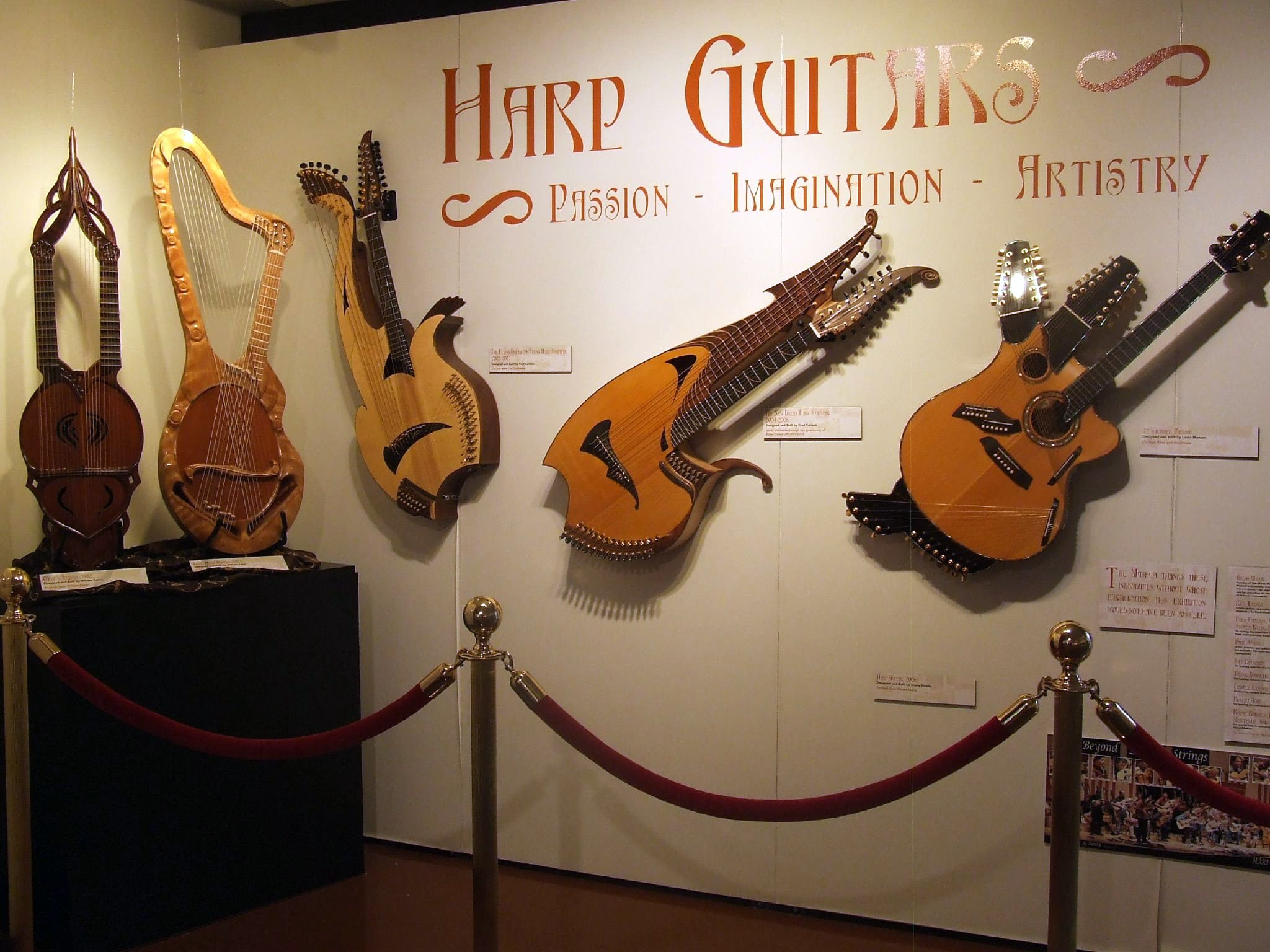
Harp Guitars expostas no Museum of Making Music